# Млаки (Полог)
Млаки или Млака (на македонска литературна норма: Млаки) е бивше село в община Бървеница, Северна Македония.

## География
Млаки е било разположено в областта Долни Полог, на десния бряг на притока на Вардар Света, южно от Горно Челопек и северно от Милетино, в чието землище се намира.

## История
В местността е намерен варовиков елемент от антична сграда.
В турски документи от 1568/1569 година е отбелязан отделен дял от Челопек с 4 семейства, който би могъл да бъде и Млаки.
Млаки е малко православно село, което се разпада в началото или в средата на XIX век. Йован Трифуноски записва двата последни рода, които се преселват от Млаки в Челопек – Веселкои (6 къщи) и Русинои (4 къщи). Според тях преселването е причинено от золуми и от това, че селото е малко. По едно семейство и от двата рода от Челопек емигрира в Румъния.